# Meghan Ory

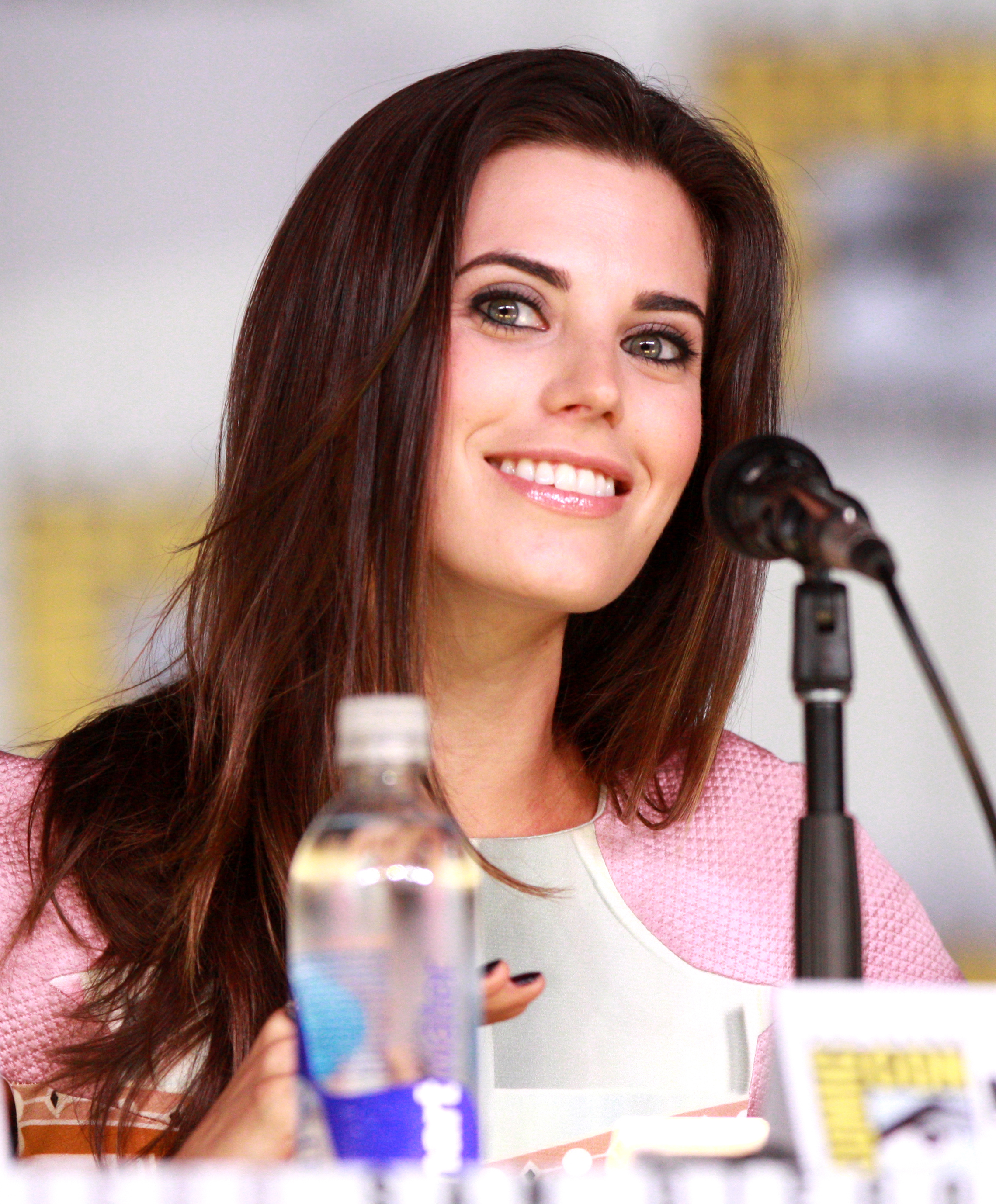
Meghan Ory bei der Comic-Con 2013

Meghan Ory (* 20. August 1982 in Victoria, British Columbia) ist eine kanadische Schauspielerin.

## Leben
Meghan Ory wurde im August 1982 im kanadischen Victoria, der Hauptstadt der Provinz British Columbia, geboren. Sie besuchte zunächst die Royal Oak Middle School und wechselte danach auf die Claremont Secondary School. Nachdem sie 1996 den Fine Arts Award for Acting an der Royal Oak erhalten hatte, entschied sie sich für eine Schauspielkarriere. Ihr Schauspieldebüt gab sie 1999 im Fernsehfilm The Darklings an der Seite von Suzanne Somers und Timothy Busfield. Nach einem Gastauftritt in The Crow – Die Serie (1999) folgte 2000 mit der Rolle der Juliette Waybourne in der Jugendserie Higher Ground ihre erste Serienhauptrolle. Von 2001 bis 2002 übernahm sie neben einer Gastrolle in Meine Familie – echt peinlich eine weitere Hauptrolle in der Fantasy-Horror-Serie Vampire High. In den nachfolgenden zwei Jahren war sie unter anderem in den Genre-ähnlichen Fernsehserien Dark Angel, Glory Days (beide 2002) und Smallville (2004) zu sehen. In dieser Zeit spielte sie auch eine kleine Nebenrolle im ABC-Family-Fernsehfilm Lucky 7 – Lucky Seven neben Patrick Dempsey und Kimberly Williams-Paisley und eine Hauptrolle im Science-Fiction-Film Todes-Date als Corey Seviers Freundin. Mit dem Regisseur, Matthew Hastings, hatte sie bereits bei Higher Ground und Vampire High zusammengearbeitet.
Nach weiteren Fernsehauftritten in Life as We Know It (2004) und South Beach (2006) übernahm Ory im Merlin-Fortsetzungsfilm Merlin 2 – Der letzte Zauberer die Rolle der Brianna, die sich als Mann ausgibt, um Jack (John Reardon) zu töten. Es folgten kleine Rollen in Rache ist sexy (2006) und Painkiller Jane (2007), sowie Hauptrollen in Blond und blonder neben Pamela Anderson und Denise Richards, im Fernsehfilm The Haunting of Sorority Row (beide 2007) und im Horrorfilm Dark House (2009) neben Leighton Meester. Weitere Gastrollen hatte sie in Flash Gordon (2008), Knight Rider, Sanctuary – Wächter der Kreaturen (beide 2009) und Psych (2010). Des Weiteren spielte sie 2011 in der ersten Staffel der Actionserie True Justice von und mit Steven Seagal die Hauptrolle der Juliet Sanders.
Mit ihrer Doppelrolle als Red und Ruby in der ABC-Fantasyserie Once Upon a Time – Es war einmal … wurde sie auch international bekannt. In der Serie spielte sie zunächst eine Nebenfigur und wurde zum Beginn der zweiten Staffel zur Hauptdarstellerin befördert. Für die dritte Staffel kehrte sie allerdings nicht mehr als Hauptdarstellerin zurück, da sie im März 2013 für die CBS-Serie Intelligence gecastet wurde. In der kurzlebigen Serie, die im Januar 2014 beim Sender Premiere hatte, spielte sie neben Josh Holloway und Marg Helgenberger die Hauptrolle der Riley Neal.
Seit 2008 ist Meghan Ory mit dem Schauspieler John Reardon verheiratet, den sie bei den Dreharbeiten zu Merlin 2 – Der letzte Zauberer kennenlernte. Die beiden haben drei gemeinsame Kinder.

## Filmografie (Auswahl)

### Filme
- 1999: The Darklings (Fernsehfilm)
- 1999: Hayley Wagner, Star (Fernsehfilm)
- 2003: Lucky 7 – Lucky Seven (Lucky 7, Fernsehfilm)
- 2003: Ein Cousin zum Knutschen (Thanksgiving Family Reunion, Fernsehfilm)
- 2004: Todes-Date (Decoys)
- 2006: Rache ist sexy (John Tucker Must Die)
- 2006: Her Sister’s Keeper (Fernsehfilm)
- 2007: Nightmare (Fernsehfilm)
- 2007: The Haunting of Sorority Row (Fernsehfilm)
- 2007: Blond und blonder (Blonde and Blonder)
- 2009: Dark House
- 2014: The Memory Book (Fernsehfilm)
- 2015: Dead Rising: Watchtower
- 2015: Weihnachten Undercover (Debbie Macomber’s Dashing Through the Snow, Fernsehfilm)
- 2023: The Secret Gift of Christmas (Fernsehfilm)
- 2024: Believe in Christmas

### Serien
- 1999: The Crow – Die Serie (The Crow: Stairway to Heaven, Fernsehserie, Episode 1x19)
- 2000: Higher Ground (Fernsehserie, 22 Episoden)
- 2001–2002: Meine Familie – echt peinlich (Maybe It’s Me, Fernsehserie, 3 Episoden)
- 2001–2002: Vampire High (Fernsehserie, 26 Episoden)
- 2002: Dark Angel (Fernsehserie, Episode 2x11)
- 2002: Glory Days (Fernsehserie, Episode 1x05)
- 2004: Smallville (Fernsehserie, Episode 3x12)
- 2004: Life as We Know It (Fernsehserie, Episode 1x08)
- 2006: South Beach (Fernsehserie, 8 Episoden)
- 2006: Merlin 2 – Der letzte Zauberer (Merlin’s Apprentice, Miniserie)
- 2007: Painkiller Jane (Fernsehserie, Episode 1x10)
- 2008: Flash Gordon (Fernsehserie, Episode 1x16)
- 2009: Knight Rider (Fernsehserie, Episode 1x17)
- 2009: Sanctuary – Wächter der Kreaturen (Sanctuary, Fernsehserie, Episode 2x10)
- 2010: Psych (Fernsehserie, Episode 5x06)
- 2011: True Justice (Fernsehserie, 13 Episoden)
- 2011–2016: Once Upon a Time – Es war einmal … (Once Upon a Time, Fernsehserie, 36 Episoden)
- 2012: Supernatural (Fernsehserie, Episode 7x11)
- 2014: Intelligence (Fernsehserie, 13 Episoden)
- 2016–2022: Chesapeake Shores (Fernsehserie, 55 Episoden)
- 2021–2022: Hudson & Rex (Fernsehserie, 2 Episoden)
- 2024: Sullivan’s Crossing (Fernsehserie, 4 Episoden)